# Límite de Chandrasekhar
El límite de Chandrasekhar es la máxima masa posible que puede llegar a alcanzar una estrella de tipo enana blanca, cuyo cálculo se debe a Subrahmanyan Chandrasekhar. Si se supera este límite, la estrella colapsará en una explosión termonuclear, conocida como supernova de tipo Ia, que es un tipo de supernova de tipo I; provocando la dispersión de restos materiales estelares, que pueden contribuir a la formación o evolución de nebulosas a lo largo del tiempo. No obstante, tan solo una estrella de baja masa o de masa media puede tener como destino final convertirse en una enana blanca, y si además la enana blanca tiene una o varias compañeras estelares, entonces podrá acumular material y aumentar su masa, pudiendo llegar a alcanzar el límite de Chandrasekhar. Una enana blanca tras colapsar gravitacionalmente en una supernova, generalmente no podrá convertirse en una estrella de neutrones (a excepción de las enanas blancas más masivas, que son de oxígeno, neón y magnesio, las cuales tras alcanzar el límite de Chandrasekhar sí tienen la posibilidad), pero nunca darán lugar a la formación de un agujero negro, ya que esto solo lo pueden llegar a hacer las estrellas que, durante su fase de secuencia principal, son masivas o supermasivas. Estas estrellas, al final de su vida, colapsan en una supernova de tipo Ib, o en una supernova de tipo Ic o en una supernova de tipo II; dando como resultado posterior el nacimiento de una estrella de neutrones o incluso el de un agujero negro.
Las enanas blancas que surgen como remanentes estelares de estrellas con una masa que ronda entre las 8-10 masas solares, se convierten en enanas blancas de oxígeno, neón y magnesio; las cuales, a diferencia del resto de enanas blancas que suelen ser de helio o de carbono y oxígenos, cuando se aproximan al límite de Chandrasekhar pueden colapsar en una supernova de tipo Ib o de tipo Ic, justo antes de que lleguen a explotar en una explosión termonuclear, es decir, en una supernova de tipo Ia. Como resultado, en este caso, surge una estrella de neutrones.
El valor del límite de Chandrasekhar fue calculado en 1930 por el astrofísico indio Subrahmanyan Chandrasekhar, cuando tenía solamente diecinueve años.
En astrofísica, el límite de Chandrasekhar es el límite de masa más allá del cual la degeneración de electrones no es capaz de contrarrestar la fuerza de gravedad en un remanente estelar, produciéndose un colapso gravitacional en supernova de tipo Ia.
Este límite equivale a aproximadamente 1,44 masas solares, y es la masa máxima posible en una enana blanca. Si esta superase el límite de Chandrasekhar, se colapsaría gravitacionalmente en una supernova de tipo Ia. Por otro lado, de forma similar, también existe un límite a la masa que las estrellas de neutrones pueden soportar. En este caso, son los neutrones quienes están degenerados y pueden soportar una masa del orden de 2,20 masas solares. Este es el límite de Tolman-Oppenheimer-Volkoff.
El valor del límite de Chandrasekhar es proporcional al cuadrado de la fracción de masa de los electrones. En una enana blanca normal hay dos nucleones por cada electrón, lo que equivale a un peso molecular por partícula de 2, pero, en determinadas condiciones, se puede dar una disminución de la cantidad de electrones mediante su captación por parte de los núcleos. Esto reduciría la masa de Chandrasekhar.

## Expresión matemática
El cálculo explícito del límite de Chandrasekhar depende de ciertos detalles relacionados con la composición de los núcleos atómicos que forman una estrella Chandrasekhar, eq. (36),, eq. (58),, eq. (43) proporciona la siguiente expresión, basada en la ecuación de estado de un gas ideal de Fermi:

{\displaystyle M_{\rm {limit}}={\frac {\omega _{3}^{0}{\sqrt {3\pi }}}{2}}\left({\frac {\hbar c}{G}}\right)^{3/2}{\frac {1}{(\mu _{e}m_{H})^{2}}},}

donde:
- {\displaystyle \hbar } es la constante reducida de Planck
- c es la velocidad de la luz
- G es la constante de gravitación universal
- μe es el peso molecular por electrón, que depende de la composición química de la estrella.
- mH es la masa del átomo de hidrógeno.
- {\displaystyle \omega _{3}^{0}\approx 2.018236} es una constante relacionada con la solución de la ecuación de Lane-Emden.